# Municipio de Empire (condado de McPherson)
El municipio de Empire (en inglés: Empire Township) es un municipio ubicado en el condado de McPherson en el estado estadounidense de Kansas. En el año 2010 tenía una población de 1345 habitantes y una densidad poblacional de 14,36 personas por km².

## Geografía
El municipio de Empire se encuentra ubicado en las coordenadas 38°23′29″N 97°32′15″O / 38.39139, -97.53750. Según la Oficina del Censo de los Estados Unidos, el municipio tiene una superficie total de 93.65 km², de la cual 93,65 km² corresponden a tierra firme y (0 %) 0 km² es agua.

## Demografía
Según el censo de 2010, había 1345 personas residiendo en el municipio de Empire. La densidad de población era de 14,36 hab./km². De los 1345 habitantes, el municipio de Empire estaba compuesto por el 98,14 % blancos, el 0,52 % eran afroamericanos, el 0,07 % eran amerindios, el 0,22 % eran asiáticos, el 0,07 % eran de otras razas y el 0,97 % eran de una mezcla de razas. Del total de la población el 1,26 % eran hispanos o latinos de cualquier raza.